# Liste vom Aussterben bedrohter Arten in Mali
In der Liste der vom Aussterben bedrohten Arten in Mali sollen die von der IUCN in der Roten Liste gefährdeter Arten als „vom Aussterben bedroht“ (Critically Endangered) eingestuften Tier- und Pflanzenarten dargestellt werden. Quelle ist die Rote Liste gefährdeter Arten der IUCN mit Stand vom 22. Dezember 2021.
| Artname                          | Lateinischer Name       | Bild |
| -------------------------------- | ----------------------- | ---- |
| Malpighienartige                 | Calophyllum africanum   |      |
| Tännelgewächs                    | Elatine fauquei         |      |
| Weißrückengeier                  | Gyps africanus          |      |
| Sperbergeier                     | Gyps rueppelli          |      |
| Korbblütler                      | Lipotriche felicis      |      |
| Westafrikanisches Panzerkrokodil | Mecistops cataphractus  |      |
| Damagazelle                      | Nanger dama             |      |
| Kappengeier                      | Necrosyrtes monachus    |      |
| Muschel                          | Pleiodon ovatus         |      |
| Wollkopfgeier                    | Trigonoceps occipitalis |      |